# Henry W. Riecken
Henry „Hank“ William Riecken, Jr. (* 11. November 1917 in Brooklyn, New York City, New York; † 27. Dezember 2012 in Washington, D.C.) war ein US-amerikanischer Soziologe (Sozialpsychologie).
Riecken ist für seine Arbeiten zur Psychologie kleiner Gruppen und insbesondere zur kognitiven Dissonanz bekannt (mit Leon Festinger und Stanley Schachter). Ihm wird außerdem die Entwicklung der ersten umfassenden Monografie zur Durchführung randomisierter kontrollierter Studien in den Vereinigten Staaten zugeschrieben.

## Leben
Riecken erwarb 1939 an der Harvard University einen ersten Studienabschluss, 1941 an der University of Connecticut einen Master in Psychologie. Im Zweiten Weltkrieg diente er in den Army Air Forces. 1950 erhielt er von der Harvard University einen Ph.D. in Sozialwissenschaften. Er hatte einen Lehrauftrag an der Harvard University und später eine Professur an der University of Minnesota.
1958 ging Riecken an die National Science Foundation, wo er erster Direktor der Abteilung für Sozialwissenschaften wurde. Von 1966 bis 1971 war er Vizepräsident beziehungsweise Präsident des Social Science Research Council. 1972 erhielt er eine Professur für Verhaltenswissenschaft an der medizinischen Fakultät der University of Pennsylvania, die er bis 1985 innehatte. Im Ruhestand wirkte er beratend für verschiedene Organisationen, darunter das Council on Library Ressources.
Riecken wurde 1958 als Fellow in die American Association for the Advancement of Science, 1971 als Mitglied in die American Academy of Arts and Sciences gewählt. 1971 war er Gründungsmitglied des Institute of Medicine der National Academy of Sciences, aus dem später die National Academy of Medicine wurde.
Henry W. Ricken war seit 1955 mit Frances Manson Brown († 2011) verheiratet; das Paar hatte drei Kinder. Eine Stiftung aus seinem Nachlass unterstützte Bibliotheken in Guatemala.

## Schriften (Auswahl)
- Mit Leon Festinger und Stanley Schachter: When Prophecy Fails. 1956, Harper, 1956.
- Riecken et al.: Social Experimentation. Academic Press, 1974.